# Anopheles oswaldoi
Anopheles oswaldoi este o specie de țânțari din genul Anopheles, descrisă de Peryassu în anul 1922. Conform Catalogue of Life specia Anopheles oswaldoi nu are subspecii cunoscute.